# Самотлорське родовище нафти
Самотлорське родовище нафти — найбільше в Росії за запасами нафти родовище. Розташоване в Тюменській області Росії, у межах Західно-Сибірської нафтогазової провінції.

## Історія
Родовище відкрито 1965 року, експлуатується з 1969 року. Розбурювала Самотлорське родовище бригада майстра-бурильника Анатолія Шакшина, який за численні рекорди швидкісного буріння отримав прізвисько — «скороходець». Саме він першим опанував метод буріння на болотах зі штучних насипів.

## Характеристика
Площа 2600 км². Глибина залягання 1600…2575 м. Густина нафти 835…880 кг/м³, вміст парафіну 1.9…2.8 %, сірки — 0.25…0.98 %. Нафта надходить до Європейської частини Росії.
Балансові початкові запаси 2,6 млрд т нафти. На початку XXI ст. поточні добувні запаси родовища оцінюються близько 1 млрд т. Разом з тим, розробка Самотлорського родовища характеризується зниженням рівня нафтовидобутку і зростанням обводненості нафти. З метою добування невироблених запасів розроблена цільова програма технологічної реконструкції Самотлорського родовища. Оцінний фонд інвестицій становить близько $8 млрд.

## Технологія розробки
Пробурено 16 700 свердловин, за роки експлуатації видобуто понад 2,3 млрд т нафти.
Видобування нафти в цьому районі ускладнене тим, що більша частина території родовища вкрита величезними торфовими болотами. Перший проект розробки родовища базувався на будівництві спеціальних естакад, на яких планувалось розміщувати бурове обладнання (подібно до бакинських естакад на Каспії). Але вартість зведення такої системи в умовах наявних транспортних проблем, особливостей клімату та геологічного середовища виходила за межі доцільності. За другим проектом планували осушити болота на великій території, але загрози загоряння зневодненого торфу зупинили реалізацію цієї ідеї. Тоді прийняли інноваційне (на той час) рішення створювати насипні острови, на яких зводили бурові вежі.